# (14967) Madrid
(14967) Madrid es un asteroide perteneciente al cinturón de asteroides descubierto por Rafael Pacheco y Ángel López Jiménez desde el Observatorio Astronómico de Mallorca, en Costich, España, el 6 de agosto de 1997.

## Designación y nombre
Madrid fue designado al principio como 1997 PF4.
Más tarde, en 2000, se nombró por la ciudad española de Madrid.

## Características orbitales
Madrid está situado a una distancia media de 2,56 ua del Sol, pudiendo acercarse hasta 2,194 ua y alejarse hasta 2,925 ua. Su excentricidad es 0,1428 y la inclinación orbital 6,044 grados. Emplea en completar una órbita alrededor del Sol 1496 días: su movimiento sobre el fondo estelar es de 0,2406 grados por día.

## Características físicas
La magnitud absoluta de Madrid es 14,5.